# Дорранс, Грэм
Грэм Дорранс (англ. Graham Dorrans; 5 мая 1987, Глазго) — шотландский футболист, полузащитник клуба «Уэстерн Сидней Уондерерс». Выступал в сборной Шотландии.

## Клубная карьера
Дорранс начал свою карьеру в клубе «Ливингстон», однако полсезона 2005/06 выступал за клуб «Партик Тисл» по договору аренды. Выступление было удачным, за пятнадцать проведённых игр полузащитник забил пять мячей. В настоящее время игрок «Вест Бромвич Альбион». В сезоне 2009/10 помог команде вновь выйти в элитный английский дивизион. Назван игроком года в Лиге на своей позиции.
9 ноября 2020 года подписал двухлетний контракт с клубом чемпионата Австралии «Уэстерн Сидней Уондерерс».

## Международная карьера
Дорранс дебютировал за сборную команду Шотландии до 20 лет. Стал игроком основного состава для сборной на Кубке мира в Канаде. На май 2009 года он пять раз вызывался в сборную Шотландии до 21 года. В 2009 году вызывался во вторую сборную Шотландии, однако из-за травмы был отозван.
7 сентября 2009 года дебютировал в составе первой сборной Шотландии в матче квалификационного раунда против сборной Нидерландов. 10 октября 2009 года провёл полный матч за сборную против команды Японии. В домашнем матче дебютировал 3 марта 2010 года, шотландцы одержали победу над национальной командой Чехии со счётом 1:0, а игрок получил специальную награду от спонсора как лучший игрок матча.